# Duolingo
Duolingo (/ˈdjuːɵˌlɪŋɡoʊ/) е американска компания за образователни технологии, която произвежда образователни мобилни приложения и предоставя езикови сертификати.
Duolingo предлага курсове по музика, математика и над 40 езика, вариращи от английски, френски и испански до по-рядко изучавани езици като уелски, ирландски и суахили. Други услуги включват Тест по английски Duolingo – онлайн програма за сертифициране, и Duolingo ABC – приложение за грамотност за деца. Компанията използва freemium бизнес модел, като неговата допълнителна премиум (платена) услуга Super Duolingo е без реклами и предлага повече функции.
Duolingo е и безплатна онлайн платформа за езиково обучение, краудсорсинг на текстови преводи и център за оценяване на нивото на владеене на чужд език. Duolingo предлага всичките си курсове по чужди езици безплатно, като се издържа както от реклами, така и от платен абонамент, Super Duolingo. Към февруари 2023 г. уебсайтът и приложението за учене на чужди езици предлагат курсове на 43 различни езика. Приложението е достъпно за операционните системи iOS, Android, Windows Phone и Windows 8 и 10.
Към февруари 2023 г. Duolingo е най-популярното приложение за изучаване на езици в света въз основа на месечни изтегляния, като почти 13,4 милиона потребители са изтеглили приложението през този месец.

## История
Проектът е стартиран в Питсбърг през 2009 г. от преподавателя в Университет „Карнеги Мелън“ Луис фон Ан (създател на технологията reCAPTCHA) и неговия швейцарски специализант Северин Хакер. Фон Ан е продал втората си компания reCAPTCHA на Гугъл, и с Хакер иска да работи по проект, свързан с образованието. Движеща мотивация е израстването на Фон Ан в Гватемала, където той вижда колко скъпо е за хората в неговата общност да учат английски. Той желае да създаде приложение, което да обслужва наведнъж две цели (идея, за която той предлага термина „twofer“, „двойна оферта“). Duolingo изпълнява това, като обучава потребители на чужд език, като ги използва за превеждат прости фрази за други документи. Хакер (съосновател и настоящ технически директор на Duolingo) вярва, че „безплатното образование наистина ще промени света“ и иска да предостави достъпни средства за това. Като признание за приноса му към изучаването на езиците и технологичното развитие Фон Ан е въведен в Националната зала на славата на изобретателите.
Впоследствие проектът е разработен и с участието на Антонио Навас, Вики Чунг, Марсел Уекерман, Брендън Мийдър, Ектор Вилафуерте и Хосе Фуентес.
Проектът е оригинално финансиран от стипендията „Макартър“ на Луис фон Ан, и по проект на Националната фондация за наука на САЩ. Основателите обмислят създаването на Duolingo като организация с нестопанска цел, но Фон Ан преценява, че този модел е неустойчив. Ранният поток от приходи, услуга за превод от краудсорсинг, е заменен от програмата за сертифициране Duolingo тест по английски, реклама и абонамент.
През октомври 2011 г. Duolingo обявява, че е събрал 3,3 млн. долара първоначално финансиране, ръководено от фонда „Union Square Ventures“ с участието на автора Том Ферис и на фирмата на актьора Аштън Кътчър „A-Grade Investments“.
Duolingo стартира частна бета-версия на 30 ноември 2011 г. и събира списък от над 300 хиляди потребители, чакащи регистрация. На 19 юни 2012 г. проектът е отворен за публично ползване, в който момент списъкът с чакащи вече е нараснал до около 500 000 души.
През септември 2012 г. Duolingo обявява, че е събрала още 15 млн. долара под ръководството на базираната в САЩ фирма за рисков капитал „New Enterprise Associates“, с участието на „Union Square Ventures“.
На 13 ноември 2012 г. Duolingo пуска приложението си под iOS през онлайн магазина App Store. Приложението е за свободно сваляне и е съвместимо с повечето устройства тип iPhone, iPod и iPad. То е последвано от приложение за Android през май 2013 г., по което време вече платформата има около 3 млн. потребители. До юли 2013 г. те са 5 млн. и Duolingo е оценено като безплатно образователно приложение номер 1 в онлайн магазина Google Play. През октомври 2013 г. Duolingo стартира краудсорсинг езиков инкубатор.
През февруари 2014 г. Duolingo обявява, че е събрала още 20 млн. долара с финансиране начело с американската фирма за рисков капитал „Kleiner Caufield & Byers“, с участието на предишни инвеститори. По това време Duolingo има 34 служители и отчита около 25 млн,. регистрирани потребители и 12,5 млн. активни потребители; по-късно докладва цифра, близка до 60 млн. потребители.
През юни 2015 г. Duolingo обявява, че е събрала 45 млн. долара от финансиране, водено от Гугъл Капитал, с което общото му финансиране достига 83,3 млн. долара. Компанията е оценена на около 470 млн. долара, със 100 млн. регистрирани потребители в световен мащаб. През април 2016 г. е съобщено, че Duolingo има повече от 18 млн. месечни потребители. Пуснато е приложение на Duolingo за Google Glass (glassware) и поддръжка за wearOS.
През юли 2017 г. Duolingo обявява, че е събрала 25 млн. долара с финансиране, водено от „Drive Capital“, което води до общото финансиране от 108,3 млн. долара. Компанията се оценява на 700 млн. долара, и има над 200 млн. регистрирани потребители, с 25 млн. активни потребители. Съобщено е, че Duolingo има 95 служители. Средствата от този кръг финансиране ще бъдат насочени към създаване на инициативи като свързано приложение за образователни флашкарти – TinyCards и тестови платформи за инициативи, свързани с четене и слушане с разбиране. На 1 август 2018 г. Duolingo има над 300 млн. регистрирани потребители.
През декември 2019 г. е обявено, че Duolingo е събрала 30 млн. долара от финансиране, начело с инвестиционната компания на Alphabet CapitalG. Duolingo е оценена на 1,5 млрд. долара. Тя вече има 30 млн. активни потребители. Броят на служителите в компанията се увеличава до 200 души и са открити нови офиси в Сиатъл, Ню Йорк и Пекин.
Duolingo планира да използва средствата за разработване на нови продукти и допълнително разширяване на своя екип в сектори като инженерство, бизнес развитие, дизайн, учебни програми и създатели на съдържание, общуване с общността и маркетинг.
През март 2021 г. обявява, че ще прекрати доброволческата си програма и ще дари пари на своите доброволци, които са помогнали за нейното развитие. Компанията казва, че отсега нататък езиковите курсове ще се поддържат и развиват от професионални лингвисти в съответствие със стандартите на Европейския индекс за езикова оценка. На 28 юни 2021 г. Duolingo подава заявление за първично публично предлагане на НАСДАК под кода DUOL.
От август 2021 г. до юни 2022 г. приложението Duolingo за езиково обучение е премахнато от някои магазини за приложения в Китай.
В началото на 2020-те г. Duolingo е известен със своите вирусни видеоклипове в платформата за социални медии ТикТок.
През август 2022 г. Duolingo преработва своя интерфейс, променяйки структурата на курса си от дървовиден дизайн, където потребителите могат да избират от набор от уроци след завършване на предишните, към линейна прогресия. Това е широко критикувано от потребители в различни социални медии, включително Reddit и Туитър. Главният изпълнителен директор Луис фон Ан заявява, че няма планове за отмяна на промените, които имат за цел да опростят Duolingo за новите потребители, и че поддържането както на старата, така и на новата версия ще бъде трудно.
През октомври 2022 г. Duolingo придобива базираното в Детройт анимационно студио Gunner. През октомври 2023 г. пуска курсове по математика и музика на английски и испански за потребители на iOS.
През януари 2024 г., след като съкращава 10̤̬ ̬% от своите служители, Duolingo започва да използва изкуствен интелект, за да замени задачите, които обикновено се изпълняват от неговите служители.

## Бизнес модел
Duolingo е свободна от реклами платформа за онлайн обучение и индивидуалните потребители, които се регистрират да се обучават на чужд език, не се таксуват за услугата.

### Преводи по модела на краудсорсинга
За да печели, Duolingo използва краудсорсинг бизнес модел, при който членове на аудиторията биват поканени да превеждат съдържание и да гласуват за преводи. Съдържанието идва от организации, които плащат на Duolingo за превода. Документите могат да бъдат добавяни в Duolingo за превод с потребителски профил с право на качване. На 14 октомври 2013 г. Duolingo обявява, че има договорни отношения с телевизия CNN и уебсайта BuzzFeed за да превежда статии за международните сайтове на двете компании. Към септември 2015 г. не са обявявани никакви други договори за превод.

### Център за сертифициране на владеенето на чужд език
Като свой нов бизнес модел, през юли 2014 г. Duolingo започва услуга по сертифициране нивото на владеене на езици, наречена „Duolingo Test Center“. През юни 2015 г. говорителят на Duolingo потвърждава, че компанията се оттегля от бизнеса с преводи и вместо това в бъдеще ще се фокусира върху сертифицирането на знанията и други (необявени) бизнес възможности.

## Услуги

### Duolingo
Duolingo използва игрови подход към изучаването на езици, с уроци, които включват превод, интерактивни упражнения, викторини и истории, за да направят ученето по-ангажиращо и забавно. Той също така използва уникален алгоритъм, който се адаптира към нивото и стила на учене на всеки обучаем, предоставяйки персонализирана обратна връзка и препоръки. За някои езици Duolingo предлага подкасти за хора на средно ниво, състоящи се от истории, обикновено разказвани от владеещи езика като роден от различни части на света, където се говори целевият език. Те използват опростена граматика и речник и по-бавна интонация и включват случайна помощ с контекст и обяснения на необичайни думи.
Duolingo предлага изчерпателни писмени уроци и диктовки, с говорна практика за по-напредналите потребители. Използва под формата на игра дърво на уменията, по което всеки потребител може да напредва със собствен темп и речник от нови думи, които могат да бъдат упражнявани.
Потребителите трупат „точки за опит“ (на английски: experience points, XP), докато учат езика, например за всяко минаване на нов урок. Уменията се смятат за усвоени, когато обучаемите завършат всички уроци, свързани с дадено умение. Една точка се получава за всеки правилен отговор на въпрос, и една точка се отнема за всяка грешка. Урокът се смята за преминат успешно когато са натрупани поне 10 точки от него.
Duolingo включва и възможност за упражняване на уменията за време (timed practice), при която на потребителите се дават 30 секунди и 20 въпроса и за всеки правилен отговор се възнаграждават с 1 точка и 7 – 10 допълнителни секунди (в зависимост от дължината на въпроса). Упражняването по часовник единствено е възможно срещу „купуване“ от магазина „Lingot“ срещу 10 лингота – виртуалната „валута“, която платформата използва, за да стимулира състезателното начало.
Тъй като целта на Duolingo е да накара хората да научат чуждия език, всяко умение (включващо между 1 и 10 урока) има скала на силата на паметта (strength bar), която отговаря на компютърно изчислената оценка на това колко добре определени думи и изрази са запаметени от потребителя. След определено време, скалата започва да намалява, което е индикатор за потребителя, че трябва да си припомни или прегледа отново въпросния урок, или „да подсили слабите си умения“.
Duolingo преминава през много фази на проектиране. Първоначално предоставя на потребителите различни „умения“, разположени по протежение на „дърво“, където те могат да напредват, като изпълняват всяко умение над тях. По всяко време потребителят може да надгради умението, с крайната цел да го превърне в „златен“ или "легендарен". През ноември 2022 г. Duolingo преминава към път, подпомаган от изкуствен интелект, където обучението на всеки потребител е рационализирано, без да се изискват много решения. След преминаването към този нов формат са премахнати уроците само с аудио, които са предлагани за определени езици.
Duolingo предоставя и конкурентно пространство. В лигите хората могат да се състезават срещу приятелите си или да видят как се подреждат срещу останалия свят в произволно избрани групи от до 30 потребители. Класирането в лигите се определя от количеството "XP" (точки за опит), спечелени за една седмица. Значките в Duolingo представляват постижения, спечелени от изпълнението на конкретни цели или предизвикателства. Играчите съобщават, че геймификацията е довела до измама, хакване и стимулиране на стратегии за игра, които са в конфликт с действителното обучение.
Duolingo предоставя функции, които позволяват на учителите да проследяват напредъка на своите ученици.
Повечето от неговите функции за изучаване на езици са безплатни, но има периодични реклами както в мобилните си приложения, така и в уеб браузърите, които потребителите могат да премахнат, като платят абонаментна такса или популяризират препоръчани връзки. Тази програма, известна като „Super Duolingo“, включва предимства като неограничени сърца (повторни опити), пропускане на ниво, без реклами и тестове за напредък.

#### Езици
Към февруари 2023 г. на потребителите се предлагат 43 различни езикови курсове, от които 39 са за англоговорещи. Някои от тях се поддържат по-добре от други и това зависи от популярността на езика. Колкото повече изучаващи даден език има в Duolingo, толкова повече съдържание и функции са налични за него. Курсовете за англоговорещи по брой потребители (от най-големия до най-малкия) саː испански, френски, японски, немски, корейски, хинди, италиански, мандарин, руски, арабски, португалски, турски, нидерландски, виетнамски, украински, гръцки, полски, шведски, латински, ирландски, норвежки, иврит, измисленият валирийски (от „Игра на тронове“), индонезийски, датски, фински, румънски, хавайски, чешки, уелски, хаитянски креолски, суахили, шотландски келтски, унгарски, есперанто, измисленият клингонски (от „Стар Трек“), зулуски, навахо и идиш. Английският се предлага на 25 различни езици, с други 3 езика, които в момента са във фаза на развитие (пенджабски, тамилски и телугу). Duolingo предлага също каталонски и гуарански за испаноговорещи, както и кантонски за мандариноговорещи.

### Duolingo ABC
Това е мобилно приложение за малки деца, за да учат букви, техните звуци, фонетика и други основни концепции за ранно четене. Приложението е пуснато през 2020 г. и е безплатно за използване. Не съдържа никакви реклами или покупки в приложението. То е достъпно за iOS и Android и в момента е на английски език.

### Duolingo Math
Duolingo Math е мобилно приложение за изучаване на елементарна математика във форма, подобна на оригиналното приложение, пуснато през октомври 2022 г. В момента е налично само на устройства с iOS.

### Duolingo Music
Съобщава се, че през март 2023 г. Duolingo разработва нов музикален курс, който ще позволи на потребителите да се научат как да четат и възпроизвеждат музика чрез характерното игрово обучение. На 11 октомври 2023 г. Duolingo официално представя Duolingo Music в YouTube Shorts – нова платформа в рамките на съществуващото приложение, която предоставя основно обучение по музика чрез уроци по пиано, барабани и партитура.

### Тест по английски Duolingo
Duolingo English Test (DET) е онлайн тест за владеене на английски език, който измерва способността на дадено лице да общува на английски език. Тестът е предназначен да оцени уменията на дадено лице в областта на четенето, писането, говоренето и слушането. Той е изцяло компютърно базиран и може да се вземе от всяко място с интернет връзка. Тестът се оценява по скала от 10-160, като резултати над 120 се считат за владеене на английски език. Тестът е адаптивен, което означава, че нивото на трудност на въпросите се адаптира към нивото на способностите на участниците.

## Награди и признания
Проучване от 2017 г. не открива значителна разлика между учениците от началното училище, които учат испански чрез „игровизацията“ на Duolingo, и тези, които учат в класната стая, като и двете групи демонстрират подобно увеличение на постиженията и самоефикасността.
Проучване от 2022 г. върху възрастни, използващи Duolingo като техен единствен инструмент за изучаване на езици, публикувано в списание „Foreign Language Annals“, установиява че участниците, завършили курс, имат подобни умения за четене и слушане като студенти след четири семестъра на обучение, като се заключава, че Duolingo може да бъде ефективен инструмент за изучаване на езици. Друго проучване от 2022 г. на малайзийски студенти, изучаващи френски език, публикувано от издателството на Националния университет на Малайзия, установява, че той улеснява усвояването на речников запас и заключава, че е много подходящ за начинаещи в това отношение.
През 2013 г. Епъл избира Duolingo за своето iPhone приложение на годината, първото за образователно приложение. През същата година Duolingo се класира на 7-мо място в списъка на Fast Company „Най-иновативните компании в света: Отличници в образованието“ за „масов превод в мрежа чрез превръщането му в безплатна програма за изучаване на езици“. Duolingo печели наградата за най-добър образователен стартъп на Crunchies 2014  и е най-изтегляното образователно приложение в Google Play през 2013 и 2014 г. През юли 2020 г. PCMag го нарича „най-доброто безплатно приложение за изучаване на езици“.
Като компания Duolingo също печели няколко награди и признания. През 2015 г. е обявена за победител в наградата Index за тази година в категорията Play & Learning от The Index Project. Печели за  най-добрите работни места на списание Inc. за 2018 г., влиза в списъка на най-добрите фирмени култури за 2018 г. на списание Entrepreneur, сред списъците е на Си Ен Би Си „Disruptor 50“ за 2018 г. и 2019 г., и е е класирана като една от 50-те гениални компании на списание „Тайм“. Duolingo е обявена за един от „Следващите стартъпи за милиарди долари 2019“ на сп. „Форбс“.

## Критики
Някои езикови професионалисти критикуват приложението за неговите ограничения и геймифицирания му дизайн.  Елизабет Бернхард-Камил, директорка на Езиковия център в Станфордския университет, казва: „Всеки се фокусира върху прекия път към всичко и истинското изучаване на език не може да се направи по пряк път.“ Други посочват, че Duolingo и подобни приложения могат да бъдат отправна точка, но им липсва човешкото взаимодействие, необходимо за владеене на език.

## В популярната култура
Поради честите известия за напомняне на приложението, талисманът на Duolingo – зелен анимационен бухал на име Дуо, е обект на интернет мемета, в които е „зъл“ и дебне и заплашва потребителите, ако не продължат да използват приложението. Признавайки мема, Duolingo пуска видео на 1 април 2019 г., изобразяващо шеговита нова функция, наречена „Duolingo Push“. Във видеото на потребителите на „Duolingo Push“ се напомня да използват приложението от самия Дуо (изобразен от човек в голям костюм на талисман), който ги гледа и ги преследва, докато не се подчинят. 
През ноември 2019 г. американското късно вариететно шоу по Ен Би Си Saturday Night Live пародира Duolingo в скеч, в който възрастни се учат да общуват с деца, използвайки фиктивен курс, наречен „Duolingo за разговор с деца“.
Филмът „Барби“ от 2023 г. съдържа шега, в която съпругът на недоволната служителка на Мател Глория използва Duolingo, за да научи испански – родния език на Глория.